# Татјана Јовановић
Татјана Јовановић (Подгорица, 1971) српски је писац и новинар.

## Биографија
Татјана Јовановић је рођена 1971. године у Титограду, данашња Подгорица. Новинарством се бави од 1995. године. Радила је као новинар у дневној новини Побједа и дневном листу Дан из Подгорице. Након тога је била стални дописник Руске Адриатике. Од 2011. године бави се само књижевним радом, а од 2019. године у статусу слободног уметника.
Члан је Удружења новинара, Удружења српских књижевника у Отаџбини и расејању и Члан удружења књижевника Црне Горе.
Татјана Јовановић је живела у Подгорици, Београду, Бару, Приштини и Врњачкој Бањи. Тренутно живи на релацији Подгорица - Врњачка Бања.

## Награде и признања
- Награда „Печат” за роман Моја Сенка као најбоља књига године, Издавачка кућа „Унирекс”
- За роман Било једном на Јадрану, награђена бесплатном штампом, као најбољи од свих пристиглих на конкурс
- Њена песма за децу Хороскоп ушла је у Антологију најбоље црногорске поезије за децу Бисери на сунцу , а Татјана Јовановић
- Уврштена је у најбоље песнике за децу рођене на простору Црне Горе у периоду од 1911. до 1971. године.